# Державний кордон Бурунді

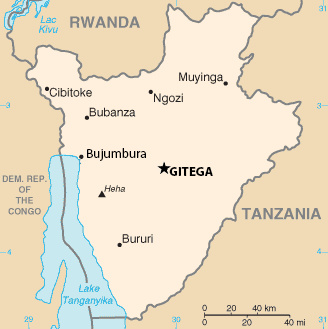
Карта Бурунді

Державний кордон Бурунді — державний кордон, лінія на поверхні Землі та вертикальна поверхня, що проходить по цій лінії, що визначають межі державного суверенітету Бурунді над власними територією, водами, природними ресурсами в них і повітряним простором над ними.

## Сухопутний кордон
Загальна довжина кордону — 1140 км. Бурунді межує з 3 державами. Уся територія країни суцільна, тобто анклавів чи ексклавів не існує. 
Ділянки державного кордону
| Держава  | Ділянка | Довжина (км) | Прикордонні регіони | Примітки |
| -------- | ------- | ------------ | ------------------- | -------- |
| Танзанія | схід    | 589          |                     |          |
| Руанда   | північ  | 315          |                     |          |
| ДР Конго | захід   | 236          |                     |          |

Країна не має виходу до вод Світового океану.